# ویلیام فچتلر
ویلیام فچتلر (انگلیسی: William Fechteler; ۶ مارس ۱۸۹۶ – ۴ ژوئیهٔ ۱۹۶۷) ادمیرال نیروی دریایی ایالات متحده آمریکا بود، که در فاصله سال‌های ۱۹۵۱ تا ۱۹۵۳ به‌عنوان سیزدهمین فرمانده عملیات نیروی دریایی آمریکا فعالیت می‌کرد و از ۱۹۵۳ تا ۱۹۵۶ فرماندهی نیروی مشترک ناپل را برعهده داشت.
فچتلر فعالیت نظامی را از سال ۱۹۱۶ در نیروی دریایی آمریکا آغاز کرد، از ۱۹۴۱ تا ۱۹۴۲ فرماندهی ناوشکن یواس‌اس پری را برعهده داشت و از ۱۹۴۳ تا ۱۹۴۴ فرمانده رزم‌ناو یواس‌اس ایندیانا بود.
وی از ۱۹۴۴ تا ۱۹۴۵ به‌عنوان فرمانده ناوگان هفتم ایالات متحده آمریکا فعالیت می‌کرد، از ۱۹۴۶ تا ۱۹۴۷ فرماندهی ناوگان اقیانوس اطلس را برعهده داشت و در فاصله سال‌های ۱۹۴۷ تا ۱۹۵۰ معاون نیروی انسانی فرمانده نیروی دریایی آمریکا بود. او در جنگ جهانی اول، جنگ جهانی دوم و جنگ کره حضور داشت و در سال ۱۹۵۶ پس از ۴۰ سال خدمت در نیروهای مسلح آمریکا بازنشسته شد.